# 史奎氏暗澳鮨
史奎氏暗澳鮨，為輻鰭魚綱鱸形目鱸亞目鮨科的其中一種，分布於西太平洋的澳洲海域，棲息深度6-54公尺，體長可達6.2公分，生活在礁石區，為底棲性魚類，屬肉食性，以浮游生物為食。

## 擴展閱讀
維基物種上的相關：史奎氏暗澳鮨